# Atrauli
Atrauli là một thành phố và là nơi đặt ban đô thị (municipal board) của quận Aligarh thuộc bang Uttar Pradesh, Ấn Độ.

## Địa lý
Atrauli có vị trí 27°11′B 80°41′Đ / 27,18°B 80,68°Đ Nó có độ cao trung bình là 136 mét (446 foot).

## Nhân khẩu
Theo điều tra dân số năm 2001 của Ấn Độ, Atrauli có dân số 43.845 người. Phái nam chiếm 53% tổng số dân và phái nữ chiếm 47%. Atrauli có tỷ lệ 45% biết đọc biết viết, thấp hơn tỷ lệ trung bình toàn quốc là 59,5%: tỷ lệ cho phái nam là 53%, và tỷ lệ cho phái nữ là 37%. Tại Atrauli, 17% dân số nhỏ hơn 6 tuổi.